# جولی کاوینگتون
جولی کاوینگتون (انگلیسی: Julie Covington؛ زادهٔ ۱۱ سپتامبر ۱۹۴۶) یک موسیقی‌دان اهل بریتانیا است. وی از سال ۱۹۶۷ میلادی تاکنون مشغول فعالیت بوده‌است.